# Streptococcus suis
Streptococcus suis es una bacteria gram-positiva con forma de cacahuete, y un patógeno importante de cerdos. Endémico en casi todos los  países con una industria de cerdo extensa, S. suis Es también una enfermedad zoonótica, capaz de transmitirse de cerdos a humanos.
Los humanos pueden ser infectados con S. suis si presentan heridas o abrasiones a la hora de manejar cuerpos de cerdos o carne infectada. La infección humana puede ser severa, con meningitis, septicemia, endocarditis, y sordera como resultados posibles de infección. Son poco frecuentes los casos mortales por infección de S. suis, aunque no desconocidos.
La penicilina es el antibiótico más común  utilizado en el tratamiento de infecciones por S. suis ; en casos con implicación cardíaca (endocarditis),  también tendría que administrarse gentamicina para conseguir un efecto sinérgico.

## Epidemiología y transmisión
El hábitat natural de S. suis En los cerdos es la vía respiratoria superior , particularmente las amígdalas y cavidad nasal, y los tramos alimentarios y genitales. Un cerdo individual puede llevar más de serotype en su cavidad nasal. La incidencia de enfermedad varía pero es normalmente menos de 5%. La enfermedad es a menudo introducida a un noninfected rebaño vía animales cargadores sanos y durante estallidos cuándo los animales enfermos derramados más bacterias la transmisión horizontal por aerosol o contacto directos es importante. Las moscas también pueden extender bacterias entre las granjas y el jabalí en muchos países están sabidos para llevar S. suis Y puede ser un embalse importante.

## Diagnosis y señales clínicas
La primera señal en cerdos es normalmente pyrexia y  puede haber muertes repentinas en el rebaño. Enfermedad respiratoria, con neumonía, caudal nasal y dificultades respiratorias, también puede ser presente. Neurological Resultado de señales de meningitis, y las señales pueden ser severas, variando de temblores a @seizure y muerte. Las juntas pueden devenir infectadas y los cerdos pueden ser cojos o ha swollen limbs. Enfermedad de piel es otra presentación , y la enfermedad reproductiva también puede ocurrir. La meningitis es la presentación más común  en humanos.
La bacteria puede ser aislada de varios fluidos de cuerpo, y serological testaje con una ELISA también puede ser actuada.

## Tratamiento y control
La mayoría de S. suis Las tensiones responden a tratamiento con ampicilina y amoxicilina. Los antiinflamatorios también tendrían que ser utilizados.
El control confía en bueno husbandry y biosecurity protocolos y desinfección apropiada. Las vacunas existen pero no es fiable.

## Detección
Detección del zoonotic bacterial Estreptococo de patógeno suis estuvo conseguido utilizando magnético glycoparticles. Las bacterias contienen una proteína de adhesión para la secuencia de carbohidrato Gal-1,4Gal.
Después de que incubación con varias cantidades del patógeno, ATP y concentración magnéticos detección, bacterial nivela abajo a 10^5 cfu podría ser detectado.